# 33-as busz (Miskolc)
A miskolci 33-as buszjárat a Szemere utca és a Kiss Ernő utcai LIDL áruház kapcsolatát látta el.

## Története
1978. május 1-jétől az Avas városközpontot kötötte össze a DIGÉP-pel.
2003-ban az utolsó járat a DIGÉP-től az Avas kilátó végállomásig közlekedett.
2006 végén megszüntették és egy új vonalat hoztak létre Szemere utca - Tímármalom utca útvonallal. 
2008. szeptember 1-től meghosszabbították a Kiss Ernő utcánál található LIDL áruház parkolójáig.
2009. júniusától egyes megállók neve elavulásuk miatt megváltozott. Leginkább midibusz közlekedett rajta.
A járat 2012. február 29-én közlekedett utoljára, útvonalát a 21-es busz vette át.
A két állomás közti távot odafelé 14 visszafelé 11 perc alatt tette meg.

## Megállóhelyei
| 33 (Szemere utca - LIDL) |                         |          |                                                      |
| Perc (↓)                 | Megállóhely             | Perc (↑) | Átszállási kapcsolatok                               |
| 0                        | Szemere utca végállomás | 11       | 2, 12, 14, 14H, 21, 21T, 22, 35, 38, 38B, 44, Auchan |
| 4                        | Erzsébet tér            | 9        | 21, 21T                                              |
| 6                        | Teleki utca             | 8        | 21, 21T                                              |
| 7                        | Nagyváthy utca          | 7        | 21, 21T                                              |
| 8                        | Damjanich utca          | 6        |                                                      |
| 9                        | Szövő utca              | 5        |                                                      |
| 11                       | Üveggyár                | 4        |                                                      |
| 13                       | Tímármalom utca         | 2        | 21, 21T                                              |
| 14                       | LIDL végállomás         | 0        |                                                      |